# General Agreement on Trade in Services
Il General Agreement on Trade in Services (GATS, Accordo Generale sul Commercio di Servizi) è un trattato internazionale, istitutivo dell'Organizzazione Mondiale del Commercio (World Trade Organization, WTO), organizzazione che dall'inizio del 1995, cioè dopo la conclusione dell'Uruguay Round, ha sostituito il General Agreement on Tariffs and Trade (GATT, Accordo Generale sulle Tariffe e sul Commercio) quale foro mondiale per la liberalizzazione degli scambi.
Sebbene un certo numero di termini e di concetti presenti nel GATS siano stati mutuati dal più noto GATT (Accordo Generale sulle Tariffe e sul Commercio) ci sono importantissime differenze. Innanzitutto la copertura del GATS è molto maggiore. La definizione di commercio di servizi tra le righe del GATS si estende ben oltre la tradizionale nozione di scambio transfrontaliero, passando per l'inclusione del movimento dei consumatori e dei fattori produttivi (capitali e lavoro) fino ad arrivare alla disciplina dei fornitori di servizi (produttori, commercianti, distributori).
L'ampiezza del GATS va tuttavia inserita in una struttura davvero flessibile che ne riduce notevolmente l'invasività. A differenza del GATT, la previsione di restrizioni quantitative o eccezioni al principio del trattamento nazionale non sono proibite a priori, ma sono eventualmente il risultato di negoziazioni e sottoscrizioni di impegni da parte dei singoli paesi membri. L'applicazione della disciplina GATS è proporzionale a quanto dichiarato e sottoscritto nei cosiddetti elenchi nazionali dai governi nazionali, e sarà perciò molto difficile trovare due identici programmi di liberalizzazione tra quelli di tutti i membri. Va chiarito fin da ora che nonostante l'inclusione dei servizi nel sistema multilaterale degli scambi possa essere considerato il maggior risultato dell'Uruguay Round, l'accordo GATS nel 1995 non ha portato ad una effettiva liberalizzazione dei servizi su scala mondiale, quanto alla definizione di regole vincolanti e di meccanismi per far avanzare in maniera graduale il processo di liberalizzazione.
L'Accordo è composto da una serie di principi di applicazione generale e dagli impegni specifici nei settori. Alcuni principi generali del GATS regolano il processo di liberalizzazione progressiva, che ha luogo attraverso l'assunzione da parte degli stati Membri di impegni specifici in negoziati ciclici di cui si dirà dettagliatamente nel capitolo IV.
Oltre alle regole sull'assunzione degli impegni specifici nei settori, il GATS contiene anche regole generali già in vigore dalla fine dell'Uruguay Round. Tra queste ricordiamo la clausola della nazione più favorita (NPF) all'articolo II, gli obblighi di trasparenza (articolo III), alcune discipline sui regolamenti domestici e sugli accordi bilaterali di mutuo riconoscimento. Sono parte integrante del GATS anche alcuni allegati, che definiscono regole specifiche ad alcuni settori quali i trasporti aerei, le telecomunicazioni, i servizi finanziari e le persone fisiche.

## Concetti di base: definizioni, obiettivi e copertura[1]
Nel GATS non si trova una vera e propria definizione di “servizi”. Mentre i più scettici potrebbero sorprendersi di questa “lacuna interpretativa”, gli altri possono capire quale sia il vantaggio che deriva dall'assenza di una definizione che incatenerebbe le negoziazioni stesse a pure formalità teoriche. Considerate le numerose caratteristiche attribuite ai servizi dalla vasta letteratura che se ne occupa (intangibilità, non conservabilità, simultaneità tra produzione e consumo eccetera) i negoziatori hanno considerato arduo il compito di chiarificare il linguaggio utilizzato nel GATS oltre una certa misura. Occorre ricordare inoltre che l'assenza di una specifica definizione di “beni” nel GATT non ha apparentemente provocato nessun disagio. E così gli allora membri del GATT hanno optato per una classificazione aperta dei settori di servizi:
1. servizi commerciali;
2. servizi di comunicazione;
3. edilizia e servizi d'ingegneria connessi;
4. servizi di distribuzione;
5. servizi d'insegnamento;
6. servizi ambientali;
7. servizi finanziari;
8. servizi sanitari e sociali;
9. servizi turistici e connessi;
10. servizi ricreativi, culturali e sportivi;
11. servizi di trasporto;
12. altri servizi.

Una peculiarità molto importante del GATS è la previsione all'art. I comma 2 di quattro modi di fornitura attraverso cui è possibile commerciare i servizi. In breve i modi in cui può avvenire una transazione internazionale di servizi sono quattro:
- commercio transfrontaliero (cross-border): il servizio è fornito in uno Stato, ma è consumato in un altro;
- consumo all'estero: il servizio viene fornito e consumato nel medesimo Stato, in genere quello del fornitore;
- presenza commerciale: il servizio è fornito attraverso lo stabilimento fisico del produttore straniero nel territorio nazionale in cui risiede il consumatore;
- presenza di persone fisiche: il servizio è fornito dal cittadino straniero che presta la sua opera nel mercato domestico.

Per il commercio di beni la modalità di fornitura è pressoché unica: il commercio transfrontaliero. Spesso i produttori si spostano in altri paesi per raggiungere i consumatori, ma questa eventualità non è altro che un surrogato del commercio cross-border. Sono molte le multinazionali che producono i loro prodotti in paesi esteri per avere un contatto più vivido con il mercato che intendono rifornire e perciò con i loro consumatori stranieri, ma la multinazionale può anche produrre nel proprio Stato e spedire i prodotti all'estero. Lo stesso si può dire per la fornitura di alcuni servizi: l'architetto straniero può soddisfare il cliente che gli ha commissionato il progetto sia restando nel suo paese sia raggiungendo il cliente per avere dettagli di maggiore qualità sul lavoro che dovrà svolgere. Per il commercio di servizi, però, la fornitura transfrontaliera non è l'unica modalità con cui è possibile raggiungere l'utente e anzi in alcuni casi si rivela assolutamente impraticabile: chissà, forse tra qualche anno un medico in Austria riuscirà ad operare un paziente in Congo grazie ad un computer che trasmette le informazioni ad un robot-chirurgo, ma questa possibilità sembra ancora remota.
Dunque il GATS copre non solo il tradizionale aspetto del commercio, quello cosiddetto cross-border, ma anche tre addizionali tipi di transazione dove il fornitore e il consumatore interagiscono direttamente sia che il consumatore raggiunga il fornitore all'estero (modo 2) sia che il fornitore raggiunga il consumatore nel suo paese attraverso una presenza commerciale (modo 3) o una persona fisica (modo 4). Tuttavia le previsioni del GATS circa i quattro modi di fornitura non sono certo esaustive, nel senso che non sempre sono sufficienti per scongiurare l'incertezza circa il modo in cui avviene una particolare transazione economica. Si prenda l'esempio del commercio elettronico (e-commerce). In questi casi non si è del tutto sicuri se il servizio viene fornito dall'estero nel territorio in cui poi è consumato o se piuttosto è il consumatore che si sposta virtualmente via Internet nel paese del fornitore. Un ulteriore elemento di incertezza è dovuto all'assenza nell'Accordo di una puntuale definizione di “fornitura del servizio” (anche qui le motivazioni sono molto simili a quelle fornite poco sopra per il concetto di “servizi”).

### A chi si rivolge il GATS
Un'importante caratteristica del GATS è la sua applicazione non solo ai servizi intesi come prodotto, ma anche al fornitore dei servizi. Questo aspetto dà il senso della cesura rispetto al GATT la cui disciplina è essenzialmente incentrata sul commercio transfrontaliero del prodotto tout court.
L'estensione del GATS riflette la particolare natura di molti servizi la cui definizione e valutazione non può prescindere dalle caratteristiche del fornitore del servizio stesso. Ad esempio, il focus degli standard qualitativi di numerosi settori di servizi non è centrato sul prodotto in sé (consulenza legale, cura medica, deposito bancario), bensì sulla formazione, qualifica, solvibilità ecc. del fornitore coinvolto nella transazione (nella fattispecie l'avvocato, il chirurgo, la banca).
Ma fino a quando si può parlare di legittimità dell'applicazione del GATS? L'art. 1 mette i paletti prevedendo che l'Accordo si applica a quelle misure che coinvolgono il commercio dei servizi e che sono decise dai governi e dalle autorità pubbliche nazionali, ma anche da quelle istituzioni non governative delegate però dai governi. Questo significa che le decisioni puramente commerciali prese dagli attori economici senza alcuna ingerenza degli Stati sono fuori dalla portata del GATS.
Occorre infine constatare che il concetto di “misure che coinvolgono il commercio dei servizi” è molto più ampio di quanto si potrebbe pensare. Secondo l'art. I (a): «Questo Accordo si applica alle misure decise dai Membri e che riguardano il commercio dei servizi», ed è proprio il verbo utilizzato (riguardare) che restituisce la prospettiva di applicazione del GATS. Per esempio, il solo fatto che una particolare misura normativa sia essenzialmente diretta a regolare il commercio di beni non preclude la possibilità che riguardi anche il commercio di servizi.

### Le eccezioni: settori fuori portata GATS
L'accordo GATS non è onnipresente. Esso si applica alle misure dei membri dell'OMC che incidono sugli scambi di servizi e riguarda, in linea di massima, tutti i servizi commercializzati tranne quelli “forniti nell'esercizio dei poteri governativi”, cioè non su base commerciale né in concorrenza con altri prestatori di servizi, ma non rientrano nel campo di applicazione del GATS anche:
- norme in materia di immigrazione;
- politica e misure tributarie;
- regimi doganali (importazione delle attrezzature necessarie per la prestazione di un servizio);
- determinati aspetti della tutela degli investitori riguardanti la circolazione dei capitali;
- gestione dei tassi di cambio;
- privatizzazione (sebbene le forme di proprietà in quanto tali non siano contemplate, esistono discipline per le entità commerciali e i monopoli di Stato).

Ciononostante per alcuni servizi non mancano i problemi di interpretazione della relativa disciplina. Per esempio, mentre in alcuni paesi la fornitura dei servizi sanitari è completamente pubblica, in altri è affidata principalmente a istituti privati. In questi casi poi, il sistema sanitario tende ad essere più o meno finanziato con sussidi pubblici che assicurino un certo grado di equità sociale.
Ma la questione continua a sollevare non pochi dubbi (in particolare, se i casi come quello appena descritto sono compatibili con l'art. I comma 3 per la parte in cui dice che “i servizi forniti nell'esercizio dei poteri governativi” sono quei servizi forniti né su base commerciale, né in concorrenza con uno o più fornitori). Secondo la teoria economica maggioritaria, la concorrenza è ravvisabile nei tentativi dell'operatore rivale di attrarre a sé il maggior numero di consumatori attraverso strumenti di marketing (pubblicità, differenziazione di prezzo e/o qualità eccetera). Pertanto, se il fornitore pubblico non è visto come un rivale dal fornitore privato (perché così succede nella realtà!), allora è legittimo credere che tra i due non ci sia concorrenza economica.
Infine un secondo tipo di eccezione dell'applicazione della disciplina GATS riguarda un settore specifico: i servizi ai trasporti aerei. In accordo con l'Allegato sui Servizi ai Trasporti Aerei, il GATS non si applica alle misure normative che coinvolgono i diritti di controllo del traffico aereo e i servizi direttamente legati all'esercizio di questi diritti. Il Consiglio per gli Scambi Di Servizi ha il compito di monitorare lo sviluppo del settore dei trasporti aerei e di decidere, almeno ogni cinque anni, sulle possibilità di completa applicazione della disciplina GATS. Nel 2003 il Consiglio ha deciso di non modificare l'eccezione GATS al trasporto aereo.

## Gli elementi principali dell'Accordo
Tutti i membri dell'OMC sono firmatari del GATS e perciò sono tenuti alla presentazione dei cosiddetti elenchi nazionali (vedi sotto "Il sistema di negoziazioni previsto dal GATS"). Tutti gli elenchi hanno un formato comune che consta di quattro colonne. Nella prima colonna è indicato il settore di servizi coperto, mentre la seconda e la terza sono utilizzate per specificare gli impegni di liberalizzazione, per ognuno dei quattro modi di fornitura. La composizione appena descritta è valida per due sezioni distinte di impegni: l'accesso al mercato (art. XVI) e il trattamento nazionale (art. XVII). Riassumendo, poiché i modi di fornitura sono quattro, per ogni settore di servizi le voci introdotte dai Membri sono almeno otto: quattro per le liberalizzazioni che attengono all'accesso al mercato e quattro per quelle che attengono al trattamento nazionale. La quarta colonna è utilizzata per la sottoscrizione di impegni addizionali che non ricadono nelle categorie appena descritte.
La presentazione degli impegni è basata sul cosiddetto approccio ibrido. Ciascun membro stabilisce l'elenco delle attività per le quali è disposto ad offrire l'accesso al mercato e il trattamento nazionale ai prestatori di servizi stranieri (impostazione “bottom-up”). A questo punto, i Membri hanno ancora piena facoltà di dichiarare una o più limitazioni di un settore o di un modo di fornitura in particolare (impostazione top-down). L'assenza di limitazioni è indicata dall'inserimento di “none”. I Membri possono escludere interi settori e modi da qualsiasi colonna (accesso al mercato, trattamento nazionale), mantenendo così la totale autonomia commerciale. In questo caso la dichiarazione inserita negli elenchi sarà “unbound” con un effetto paragonabile alla completa assenza del settore di servizi nell'elenco: come se quel settore non fosse mai stato inserito insomma. All'art. XX comma 1 il GATS richiede a tutti i Membri dell'OMC di dichiarare gli impegni che hanno intenzione di sottoscrivere, ma non viene prescritto nessun tipo di vincolo su uno o più settori di servizi in particolare. Quindi non è previsto nessun meccanismo teso a indirizzare gli sforzi negoziali verso una copertura omogenea del processo di liberalizzazione.
Le preferenze di liberalizzazione possono essere influenzate da molti fattori, primo fra tutti il grado con cui un particolare segmento è stato tradizionalmente aperto alla partecipazione straniera. Questo significa che in poco più di un decennio di GATS non si può pensare di livellare la diversità delle scelte commerciali promosse da ogni paese nella sua lunga storia. Il turismo ad esempio è un settore che da sempre ha goduto di un regime liberale in tutti i paesi membri, e questo per via della sua importanza non solo nei paesi industrializzati, ma anche in quelli in via di sviluppo per i quali spesso il turismo è la maggiore fonte di reddito. In secondo luogo, c'è da sottolineare l'apparente concentrazione degli impegni negoziali in tutti quei settori che implicano un indotto infrastrutturale importante (edilizia, servizi finanziari, commerciali e di comunicazione) che rende attraente la liberalizzazione perché in grado di generare flussi di capitali e di lavoro, e per questa via di know-how.
Dunque, gli elenchi nazionali sono gli strumenti legali che garantiscono determinate condizioni di accesso agli operatori stranieri che, peraltro, possono rivolgersi, per il tramite del proprio paese, alle autorità giudicanti competenti. Gli elenchi creano un elemento di trasparenza e certezza che prima non era assicurato nel campo del commercio internazionale dei servizi.

### Accesso al mercato
L'art. XVI comma 2 del GATS fornisce una lista esaustiva di sei tipi di restrizioni che i Membri non possono inserire nell'Accordo se non per motivi molto particolari. Tra queste sei limitazioni, quattro si riferiscono a misure di contingentamento (imposizione di quote) e assoggettamento a test di necessità riguardo al numero di fornitori, valore delle transazioni, numero di operazioni e numero di persone fisiche. Per questa parte, l'art. XVI del GATS si applica a quelle misure del tipo “solo a cinque banche straniere (operatori telefonici, compagnie assicurative ecc.) saranno garantite le licenze”, così come a quelle che si riferiscono semplicemente al numero di banche ecc. senza introdurre criteri di nazionalità. Le due rimanenti limitazioni specificate nello stesso articolo riguardano restrizioni non quantitative; attengono rispettivamente a misure che prescrivono particolari forme giuridiche o le percentuali massime di partecipazione straniera in società operanti nel mercato domestico.
Un aspetto dell'art. XVI merita particolare attenzione. L'obiettivo dell'articolo è esplicitamente circoscritto ai sei tipi di restrizione commerciale spiegati sopra, e non si estende perciò ad altre misure che, da una prospettiva economica, sono considerate una limitazione del diritto di accesso al mercato tanto quanto quelle prescritte dal GATS. Ad esempio le misure fiscali e i requisiti minimi di qualunque genere (si supponga con riferimento al capitale azionario) non sono per niente richiamate dall'articolo considerato. Così, un Membro potrebbe mantenere, senza vedersi costretto a dichiararlo nel suo elenco nazionale, un'elevata tassazione su un particolare settore di servizi sebbene i produttori interessati la possano avvertire come una forte barriera al commercio. In risposta alle ultime obiezioni, occorre dire che altre norme del GATS possono sopperire alle lacune dell'art. XVI (in questo caso); inoltre le prescrizioni di cui si parla devono sicuramente intendersi come un “minimo garantito” più che una previsione esaustiva.

### Trattamento nazionale
Il principio del trattamento nazionale nel GATS, a differenza di quanto accade nel GATT, si applica solo ai settori inseriti negli elenchi nazionali e con l'estensione decisa dai Membri. Talvolta l'identificazione delle norme allineate col principio del trattamento nazionale e la loro trasposizione all'interno degli elenchi nazionali può diventare una sfida, in particolare per i nuovi e inesperti Membri dell'OMC. La strutturazione di un programma di liberalizzazione può non essere cosa facile, soprattutto se, come nel caso del commercio di servizi più di quanto sia necessario per il commercio di beni, si rende necessaria la consultazione e la concertazione di molti ministri di un governo. Il fatto più importante è che mentre l'art. XVI comma 2 fornisce almeno le basi su cui impiantare un'ipotetica lista di controllo con riferimento alle misure decise per l'accesso al mercato, l'art. XVII traccia solo delle linee guida da seguire nel rispetto del principio del trattamento nazionale. Tuttavia il concetto di trattamento nazionale e quindi di norma discriminatoria sono individuabili con facilità in seguito ad una valutazione caso per caso. Per esempio, mentre l'obbligo di titolarità di un attestato di lingua straniera per i dirigenti di una banca può essere visto come una misura discriminatoria che modifica le condizioni di concorrenza in favore degli operatori nazionali, per chi esercita la professione di interprete sembra invece una condizione del tutto normale, poiché rappresenta il criterio fondamentale per valutare le competenze dell'interprete.

### Gli impegni addizionali
L'articolo XVIII del GATS dà la possibilità di sottoscrivere impegni di liberalizzazione che non riguardano direttamente l'accesso al mercato e il trattamento nazionale. L'articolo fornisce solo alcuni esempi (qualifiche, standard, licenze ecc.), ma nessuna iniziativa dei Membri è preclusa.
Gli impegni addizionali attualmente giocano un ruolo molto importante nelle telecomunicazioni dove circa 70 Membri hanno inserito una cosiddetta “reference paper” nella terza colonna appunto. Questo documento definisce un vasto impianto regolatore che si occupa della concorrenza, della trasparenza e di alcuni aspetti istituzionali (come l'indipendenza delle authorities) del settore delle telecomunicazioni. Il reference paper è stato sviluppato da un gruppo informale di Membri e paesi esterni all'OMC, e la sua disciplina quindi era da applicare solo a quei paesi, con le modalità da loro previste: una volta inserito nella colonna “impegni addizionali” degli elenchi nazionali in sede OMC, il documento riguardante il settore delle telecomunicazioni può essere legalmente considerato alla stregua di qualsiasi altro impegno GATS, con tutto ciò che ne consegue.

## Il sistema di negoziazioni previsto dal GATS
Riguardo ai sistemi di negoziazione assume speciale rilevanza la procedura di richiesta-offerta delle liberalizzazioni utilizzata come principale approccio alle trattative tra i Membri. Ogni Paese membro dell'OMC esprime le sue attese di liberalizzazione dei mercati esteri nella propria lista di richieste. Le richieste possono essere indirizzate a uno o più paesi e possono riguardare sia richieste orizzontali, che sono da intendersi per l'intero mercato estero cui sono rivolte, sia richieste specifiche di settore. D'altro canto, ogni Membro è tenuto a redigere un elenco nazionale di offerte di liberalizzazione sulla base delle richieste ricevute. Le offerte indicano, per ogni settore in cui il GATS suddivide la prestazione di servizi, gli impegni che ogni Paese è disposto a sottoscrivere in materia di accesso al mercato domestico e trattamento nazionale dei prestatori stranieri. Se non si inserisce un settore negli elenchi o se non si assume un impegno in uno dei quattro modi di fornitura previsti dall'Accordo non significa che in quei casi non opera la disciplina del GATS. Alcuni principi di base, come quello della nazione più favorita, si applicano comunque.

### La scarsa qualità delle offerte
Fin dal rilancio delle negoziazioni previsto dal GATS entro i cinque anni successivi alla sottoscrizione, le trattative riguardanti i servizi non hanno mai avuto un ritmo incoraggiante, anzi più volte si sono incagliate nelle acque paludose generate a latere dalle controversie fra i Membri in tema di agricoltura. In data 31 marzo 2004 ad esempio, solo 12 offerte furono messe sul tavolo. Sebbene questo numero fosse destinato ad incrementare significativamente (entro la metà di aprile 2006, 70 offerte iniziali e 30 definitive vennero presentate) la geografia della partecipazione alle trattative rimaneva squilibrata. Anche alcuni paesi asiatici e dell'America Latina, seppur con le loro difficoltà avevano contribuito degnamente allo sviluppo delle negoziazioni; lo stesso non si può certamente dire per i paesi dell'area sub-sahariana che risultarono quasi estranei ai processi basati sull'approccio richieste-offerte.
Pur non volendo considerare l'aspetto meramente numerico di questa fase negoziale, ci si trova comunque a dover fare i conti con un senso diffuso di delusione rispetto alla “qualità” delle offerte presentate, sia in termini di nuovi settori inclusi negli elenchi nazionali, sia in termini di maggiore profondità delle concessioni precedentemente sottoscritte. Fino ad oggi, gli impegni dei Membri si sono concentrati sempre sui settori di servizi e sui modi di fornitura già interessati dalle negoziazioni degli anni novanta, cioè dell'Uruguay Round. Insomma le offerte, quelle iniziali come anche quelle riviste e definitive non hanno in nessun caso apportato quel cambiamento sperato nei settori cosiddetti “sensibili”, come ad esempio l'insegnamento e l'educazione, i servizi sanitari e altri servizi sociali, il modo di fornitura 4 eccetera.

### Le perplessità circa i metodi di negoziazione
Molto spesso si è discusso dell'efficacia dei metodi di negoziazione con particolare riferimento all'assistenza che occorre fornire ai paesi meno sviluppati e ad alcuni paesi in via di sviluppo nella progettazione e implementazione delle riforme nel campo dei servizi. Ogni paese deve infatti determinare l'approccio appropriato alla negoziazione internazionale, e scegliere poi tra due alternative: una è quella convenzionale di richiesta-offerta; l'altra è quella di utilizzare un cosiddetto formulario di liberalizzazione, una sorta di modello preimpostato.
Nell'ambito del commercio di beni i governi hanno talvolta accettato di presentare le proprie proposte di liberalizzazione per mezzo di formulari, tenuto conto del fatto che in quei casi si trattava sostanzialmente di indicare il taglio percentuale della tariffa applicata alle merci. Gli stessi formulari però hanno avuto grande difficoltà ad affermarsi nel campo dei servizi, a causa soprattutto della grande varietà di misure non quantificabili che influenzano l'accesso al mercato.
I paesi in via di sviluppo inoltre, hanno strenuamente sostenuto l'approccio richieste-offerte perché gli permette di decidere in assoluta libertà l'intensità delle liberalizzazioni. È abbastanza chiara la preoccupazione dei PVS secondo cui la configurazione dei formulari dipenderebbe dalle volontà dei paesi industrializzati, a scapito di una libertà decisionale e di manovra degli stessi PVS.
Non mancano, tuttavia, le proposte di integrazione fra le varie metodologie di negoziazione, soprattutto per quanto riguarda i modi di fornitura 1 e 4 dove i paesi in via di sviluppo (che negli ultimi anni hanno assunto un ruolo molto importante all'interno dell'OMC) tendono ad avere un vantaggio comparato. Più precisamente, spesso è stata prefigurata la possibilità di integrare il tradizionale processo richieste-offerte con un approccio di liberalizzazione maggiormente coordinato dai Membri come può essere quello basato sui formulari.